# Ціціанов Павло Дмитрович
Ціціанов Павло Дмитрович (8 (19) вересня 1754, Москва — 8 (20) лютого 1806, поблизу Баку) — нащадок грузинських князів Ціціашвілі, російський військовий діяч, князь, генерал від інфантерії (1804).

## Життєпис
Онук Паата Ціціашвілі, що у 1724 році з картлійським царем Вахтангом VI перебрався до Російської імперії.
Початок служби — у лейб-гвардії в Преображенському полку в 1772 р.
У 1786 призначений командиром Санкт-Петербурзького гренадерського полку, на чолі якого воював під час Російсько-турецької війни 1787—1792 рр.
У 1796 р. направлений у Закавказзя під начальство графа Зубова.
У 1797 р. вийшов у відставку.
У 1802 р. призначений на посаду інспектора піхоти на Кавказ, військовим губернатором у м. Астрахань, головнокомандувачем у щойно приєднану Грузію.
Активно розширював російські володіння на Кавказі — в районі Каспійського моря, в Дагестані, Закавказзі. Проводив політику русифікації. Виселив з Грузії всіх членів Кахетинсько-Карталінського Царського Дому. В 1803 організував грузинське ополчення з 4500 добровольців, які приєдналися до російської армії. В 1804 штурмом взяв фортецю Гянджу, підкоривши Гянджинське ханство, — за це одержав чин генерал від інфантерії. Потім підкорив Ширванське ханство. Прагнув підкорити Баку і оточив його. У лютому 1806 очікувалася церемонія здачі Баку. Під час церемонії був убитий Ібрагім-ханом (наближеним бакинського хана Гусейн-Кулі). Голову Ціціанова Гусейн-Кулі відіслав перському шаху. У 1811 тіло Ціціанова було перевезене в Тбілісі і поховане в Сіонському соборі.